# مادلين جروميت
مادلين ر. جروميت (من مواليد 29 يونيو 1940، بروكلين، نيويورك) هي أكاديمية أمريكية في نظرية المناهج الدراسية والنظرية النسوية. تناولت في عملها الصادر عام 1988 بعنوان "اللبن المر: المرأة والتدريس" المرأة والتدريس. وهي تتولى تحرير سلسلة كتب عن النظرية النسوية والتعليم لصالح دار نشر جامعة ولاية نيويورك، وسلسلة عن سياسات الهوية والتعليم لصالح دار نشر كلية المعلمين.